# Pavol Suržin
Pavol Suržin (30. června 1939, Smižany, Slovenský štát ₋ 28. února 1992, Levoča, ČSFR) byl slovenský básník.

## Životopis
Pocházel z dělnické rodiny a vzdělání získal ve Spišské Nové Vsi a na Vysoké škole ruského jazyka a literatury v Praze. Po ukončení studia působil jako středoškolský profesor v Ždani u Košic.
Na začátku 60. let časopisecky debutoval v časopise Mladá tvorba, knižně debutoval v roce 1966 sbírkou básní Už stúpa prach, ve které vyjádřil obavy z ohrožení člověka násilím. Ke stejnému tématu se později vrátil i ve sbírce V ťahu hrobov. Ve sbírce Spi, krásna Verona poetismu vztah k ženě, přírodně-milostné motivy pak přinesla sbírka Šašo v prstoch lásky, sociální motivy v konfrontaci s přítomností potom sbírka Pokiaľ ma má život. Problémy života a smrti i vlastní existence jsou ve středu pozornosti sbírek Perie a skaly a Pamäti z kameňolomu..

## Dílo
- 1966 – Už stúpa prach
- 1968 – Spi, krásna Verona
- 1969 – V ťahu hrobov
- 1973 – Šašo v prstoch lásky
- 1980 – Pokiaľ ma má život
- 1989 – Perie a skaly
- 1992 – Pamäti z kameňolomu
- 1994 – Ondrej Zlacký